# Amine Amiri
Amine Amiri, né le 30 mars 1994, est un joueur de snooker marocain,. Il est médaillé d'or aux Jeux africains de 2019 en individuel.

## Carrière
Aux Jeux africains de 2019 à Casablanca, Amine Amiri obtient la médaille d'or du tournoi individuel masculin et la médaille d'argent en double mixte avec Youssra Matine. Il bat en finale l'Egyptien Abdulraham Haridi 4 manches à 3, alors qu'il était mené 2-0, puis 3-2, et remporte la sixième manche sur une bille noire re-spottée. Dans la foulée, il est nommé par l'African Billiards and Snooker Confederation (ABSC) afin d'obtenir une place de deux ans sur le circuit professionnel du snooker. 
Amine Amiri dispute son premier tournoi sur le circuit professionnel à l'occasion de l'Open d'Angleterre 2019. Il s'y incline au premier tour face au joueur Anglais Barry Hawkins sur le score de 4 à 0.

## Palmarès
- Médaille d'or en individuel aux Jeux africains de 2019 à Casablanca
- Médaille d'argent en double mixte avec Youssra Matine aux Jeux africains de 2019 à Casablanca